# Parthenogenese

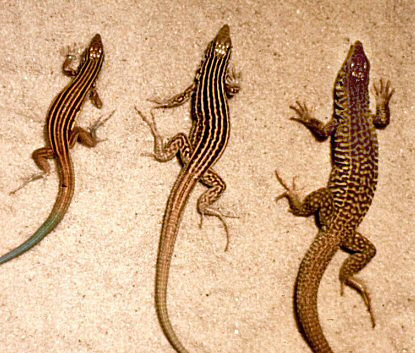
Die ungeschlechtliche, rein weibliche Peitschenschwanzart Aspidoscelis neomexicanus (Mitte), die sich durch Parthenogenese fortpflanzt, wird flankiert von zwei geschlechtlichen Arten mit Männchen, A. inornatus (links) und A. tigris (rechts), die sich auf natürliche Weise zu A. neomexicanus hybridisierten.

Die Parthenogenese (altgriechisch παρθενογένεσις parthenogénesis, von παρθένος parthénos „Jungfrau“ und γένεσις génesis „Geburt“, „Entstehung“), auch Jungfernzeugung oder Jungferngeburt genannt, ist eine Form der eingeschlechtlichen Fortpflanzung. Dabei entstehen die Nachkommen aus einzelnen unbefruchteten Eizellen. Das Phänomen ist zum ersten Mal im 18. Jahrhundert von dem Genfer Biologen und Philosophen der Aufklärung Charles Bonnet beschrieben worden.
Manche Pflanzen und weibliche Tiere wie z. B. Blattläuse und Wasserflöhe, aber auch manche Fisch- und Eidechsenarten, Schnecken sowie die Blumentopfschlange können sich eingeschlechtlich fortpflanzen. Solche „unisexuelle Fortpflanzung“
geschieht ohne Befruchtung von einem männlichen Artgenossen: Durch bestimmte Hormone wird der unbefruchteten Eizelle eine Befruchtungssituation vorgespielt, worauf diese sich zu teilen beginnt und zu einem Organismus heranreift.
Der Parthenogenese kann entweder eine Meiose mit Eizellenbildung vorausgehen oder sie kann direkt über diploide Keimbahnzellen ablaufen. Bei letzterer findet keine Rekombination der Gene statt und die entstandenen Nachkommen sind Klone ihrer Mutter. Es werden also nur noch Weibchen geboren.

## Vorkommen

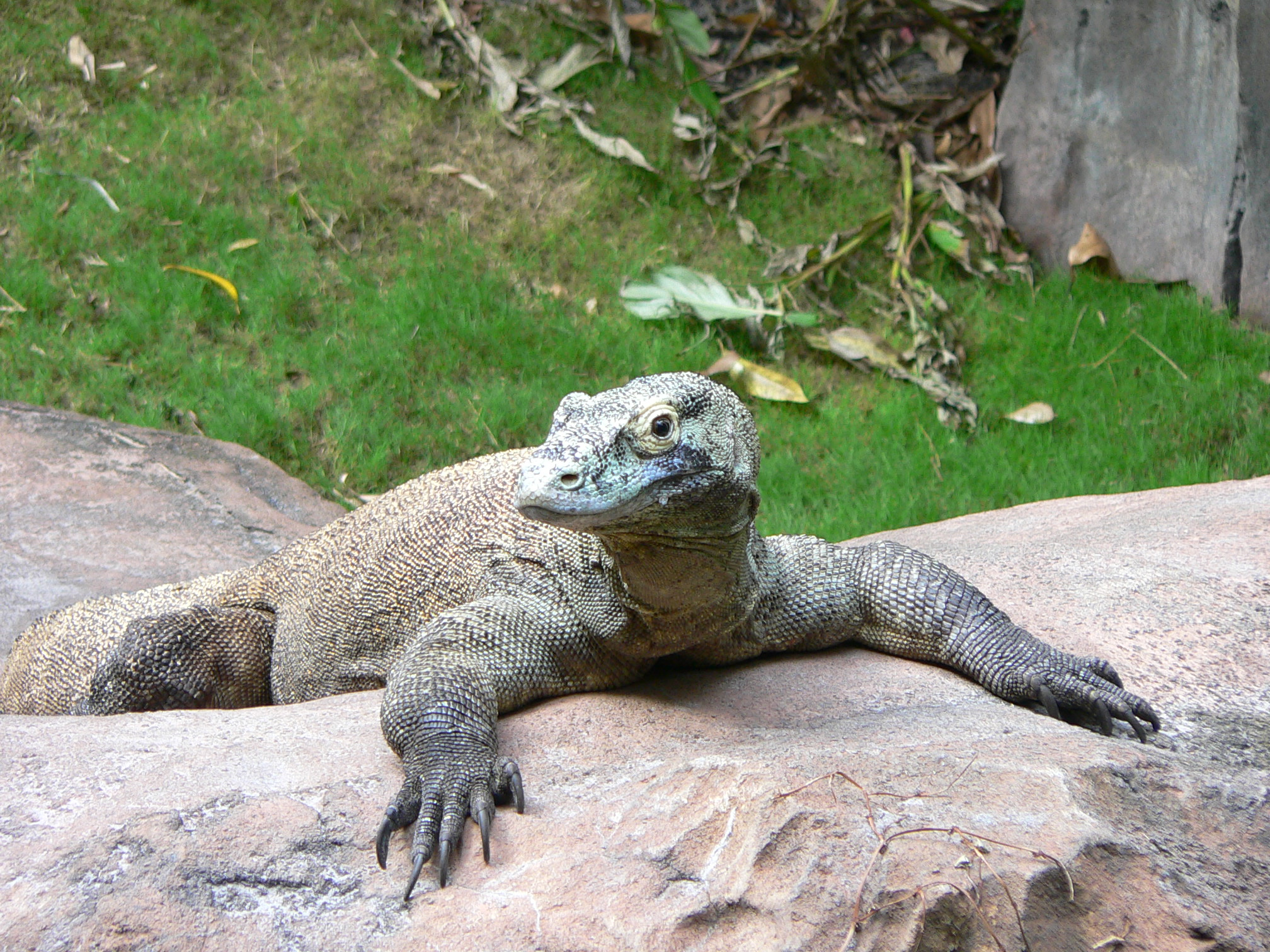
Der Komodowaran (Varanus komodoensis) vermehrt sich selten durch Parthenogenese.

Parthenogenese wird nach derzeitigem Wissensstand für Höhere Säugetiere und Beuteltiere als schwierig bis unmöglich angesehen. Grund hierfür ist das sogenannte Imprinting, welches es wahrscheinlich unumgänglich macht, dass für die vollständige Entwicklung eines Embryos je ein männlicher und ein weiblicher Chromosomensatz zur Verfügung steht. Es wird jedoch daran geforscht, menschliche Stammzelllinien aus unbefruchteten Eizellen zu gewinnen.
Im Jahr 1896 war es Richard Hertwig gelungen, das Seeigel-Ei mit Strychnin künstlich zur Entwicklung (Parthenogenese) anzuregen. Bisher nachgewiesen wurde Parthenogenese, die auf natürliche Weise zu voll entwickelten Organismen führt, bei vielen Tierarten, unter anderem bei:
- Rädertierchen (Rotatoria, Rotifera)
- Bärtierchen (Familie Echiniscidae)
- Fadenwürmern (Nematoda)
- vielen Insekten, zum Beispiel Blattläusen, einigen Rüsselkäfern, einigen Gespenstschrecken, der Großen Sägeschrecke
  - die Kapbiene (lebt so parasitisch in Völkern der Ostafrikanischen Hochlandbiene).[3]
  - den meisten Fransenflüglern und Hautflüglern, bei denen aus unbefruchteten (haploiden) Eiern Männchen entstehen, aus befruchteten jeweils Weibchen; zu letzteren zählt auch die Honigbiene, bei der ebenfalls die männlichen Tiere (Drohnen) dadurch entstehen, dass die Königin unbefruchtete Eier legt
  - Gallmücken der Gattungen Miastor, Heteropeza und Henria sowie bei dem Käfer Micromalthus debilis im Rahmen einer Pädogenese (Neotenie, Geschlechtsreife im Jugendstadium)
- einigen Spinnentieren, darunter:
  - sehr vielen Milbenarten[4]
  - einigen weiteren Spinnentieren, zum Beispiel bei Skorpionen der Familie Buthidae (Tityus serrulatus, Hottentotta h. hottentotta)
- Krebsen, insbesondere Cladocera, Daphnia, Marmorkrebs
- Schnecken, etwa Thiaridae (z. B. Melanoides tuberculata, Potamopyrgus antipodarum)
- fünf Haiarten: Weißgepunkteter Bambushai,[5] Schaufelnasen-Hammerhai,[6] Kleiner Schwarzspitzenhai,[7] Kalifornischer Schwellhai,[8] Zebrahai[9]
- Rochen, zum Beispiel Schmalzahn-Sägerochen[10]
- Echsen, zum Beispiel bei dem australischen Gecko Heteronotia binoei,[11] dem Komodowaran[12] und dem Jungferngecko
- vier Schlangenarten: Wassermokassinotter, Nordamerikanischer Kupferkopf,[13] Blumentopfschlange (als Regelfall), Dunkler Tigerpython (als Ausnahme)[14]
- in Ausnahmefällen beim Spitzkrokodil[15]
- einigen Vögeln, zum Beispiel bei Kalifornienkondoren[16] und Truthühnern,[17] obwohl es auch bei Vögeln vereinzelt genomische Prägung gibt

## Formen der Parthenogenese

### Obligatorische und fakultative Parthenogenese
Bei der Parthenogenese unterscheidet man zwischen obligatorischer und fakultativer Form. Im Gegensatz zur obligatorischen Parthenogenese gibt es bei der fakultativen Parthenogenese Arten, bei denen sowohl ein- als auch zweigeschlechtliche Populationen bekannt sind (Skorpione, Blattläuse, Gallwespen). Dabei treten alle Übergänge zu normal zweigeschlechtlichen Arten auf: Männchen können etwas seltener sein als Weibchen, ihre Zahl kann sehr gering sein, oder sie treten eventuell nur noch in Ausnahmesituationen überhaupt auf. Wechseln sich bei einer Art parthenogenetisch erzeugte und sexuell erzeugte Generationen regelmäßig ab, spricht man von Heterogonie. Beispielsweise bei Blattläusen gehen aus einer von einem Männchen und einem Weibchen sexuell gezeugten Generation nur Weibchen hervor. Ursache hierfür ist die nicht-zufällige Segregation der Geschlechtschromosomen X und O bei der Spermatogenese. Diese Weibchen können sich ohne Zutun männlicher Gameten fortpflanzen.

### Thelytokie: Weibchen als Nachwuchs
Im Regelfall werden bei der parthenogenetischen Fortpflanzung keine asexuellen Individuen erzeugt, sondern Weibchen mit allen üblichen anatomischen und zytologischen Kennzeichen dieses Geschlechts, die in der Regel nicht ohne weiteres von Weibchen getrenntgeschlechtlicher Arten oder Populationen mit üblicher (diplodiploider) Befruchtung unterschieden werden können. Diese verbreitetste Form der Parthenogenese wird auch Thelytokie genannt (von altgriech. thelys = ‚weiblich‘ und tokos = ‚Geburt‘; Name nach Carl von Siebold). In seltenen Fällen paaren sich diese Weibchen mit Männchen nahverwandter Formen, ohne dass das männliche Genom weitergegeben würde („Pseudogamie“), in der Regel unterbleibt aber die Paarung. Darüber hinaus unterscheidet man zwischen:

#### Automiktische Parthenogenese
Bei der automiktischen Parthenogenese, auch Automixis genannt, erfolgt die Reduktionsteilung der Meiose ganz normal. Anschließend werden die Kerne jedoch nicht auf Tochterzellen verteilt, sondern es verschmelzen jeweils zwei Kerne sofort wieder. Dadurch wird der alte diploide Zustand wiederhergestellt, und es entstehen weibliche Individuen. Männchen können bei diesen Arten durch Elimination eines X-Chromosomensatzes erzeugt werden, die aber vielfach auch unterbleiben kann. (Schmetterlingsmücken, Mottenschildläuse)

#### Apomiktische Parthenogenese
Bei der apomiktischen Parthenogenese erfolgt in der Oozyte keine Reduktionsteilung (Meiose), die Eizellen werden durch mitotische Teilung erzeugt. Die Nachkommen haben alle den gleichen Chromosomensatz wie die Mutter. Hiervon gibt es folgende Varianten:
- Reifungsteilungen fallen völlig aus (Cynipidae)
- Reduktionsteilung unterbleibt (Aphididae)
- Beide Reifungsteilungen sind Äquatorialteilungen (Phasmatodea, Blattodea)

#### Parthenogenese durch Infektion mitWolbachia
Bakterien der Gattung Wolbachia, die in Geschlechtszellen ihrer Wirte leben, sind bekannt dafür, dass sie die Geschlechtsbestimmung des Nachwuchses massiv manipulieren können. Bei zahlreichen Arten wurde beobachtet, dass mit Wolbachia infizierte Arten oder Populationen ausschließlich parthenogenetische Weibchen erzeugen. Mechanismus der Verweiblichung ist die (asexuelle) Verdoppelung des Genoms, durch die bei haplodiploidem Erbgang Weibchen resultieren. Bei einigen parthenogenetischen Rüsselkäfer-Arten entstehen so triploide Weibchen. Infektion mit Wolbachia ist kein exotisches Ausnahmephänomen. Es wird vermutet, dass ein großer Anteil (möglicherweise bis zu drei Viertel) der Insekten und ein bisher kaum abschätzbarer Anteil anderer Arthropoden mit Wolbachia infiziert sind.

### Arrhenotokie: Weibchen oder Männchen je nach Befruchtung
Bei der Arrhenotokie erzeugen Weibchen auf üblichem Wege (über Meiose) Eizellen und Eier. Aus unbefruchteten Eiern entwickeln sich haploide Männchen, aus befruchteten Eiern werden diploide Weibchen. Dies tritt unter den Insekten z. B. bei Fransenflüglern, Pflanzenläusen, besonders aber bei Hautflüglern auf, typisches Beispiel sind die Honigbienen, deren Drohnen durch diese Form der Parthenogenese entstehen. Die somatischen Zellen der so erzeugten Männchen bleiben in der Regel haploid. Bei den meisten Hautflüglern können gewisse Zellen oder Zelllinien aber durch Polyploidie wieder den diploiden Chromosomensatz erwerben, so sind Zellen im Darm- und Muskelgewebe oder der Malpighischen Gefäße bei fast allen Hautflüglern (einschließlich der Honigbiene) diplo- oder sogar polyploid. Gelegentlich kommen sogar diploide Spermien vor. Eine seltenere Form der Arrhenotokie ist dadurch gekennzeichnet, dass zunächst Männchen auf üblichem Wege und mit diploidem Genom erzeugt werden. Nach der Befruchtung wird aber das väterliche Genom eliminiert und nur das mütterliche weitergegeben. Bezüglich der Transmission von Genen besteht kein Unterschied zum haplodiploiden Erbgang. Diese Form der Arrhenotokie ist vor allem bei Schildläusen untersucht worden.

### Amphitokie: Weibchen und Männchen als Nachwuchs
Bei der amphitoken oder gemischten Parthenogenese entstehen aus unbefruchteten Eiern sowohl (diploide) Weibchen als auch (haploide) Männchen. Amphitokie ist sehr selten, sie wurde vor allem bei einigen Erzwespen-Arten beobachtet.

## Abgrenzung
Die Zeugung von Jungtieren ohne anwesenden männlichen Geschlechtspartner kann auch durch die Speicherung von Spermien im weiblichen Körper in einem Receptaculum seminis geschehen, oder eine Geburt erfolgt zeitlich sehr viel später nach einer Keimruhe. In solchen Zweifelsfällen kann oftmals nur ein genetischer Vergleich zwischen Muttertier und Nachkommen eine tatsächliche Parthenogenese nachweisen.